# Italiens Grand Prix 2003
Italiens Grand Prix 2003 var det fjortonde av 16 lopp ingående i formel 1-VM 2003.

## Resultat
1. Michael Schumacher, Ferrari, 10 poäng
2. Juan Pablo Montoya, Williams-BMW, 8
3. Rubens Barrichello, Ferrari, 6
4. Kimi Räikkönen, McLaren-Mercedes, 5
5. Marc Gené, Williams-BMW, 4
6. Jacques Villeneuve, BAR-Honda, 3
7. Mark Webber, Jaguar-Cosworth, 2
8. Fernando Alonso, Renault, 1
9. Nick Heidfeld, Sauber-Petronas
10. Giancarlo Fisichella, Jordan-Ford
11. Zsolt Baumgartner, Jordan-Ford
12. Nicolas Kiesa, Minardi-Cosworth
13. Heinz-Harald Frentzen, Sauber-Petronas

### Förare som bröt loppet
- David Coulthard, McLaren-Mercedes (varv 45, bränsletryck)
- Olivier Panis, Toyota (35, bromsar)
- Jos Verstappen, Minardi-Cosworth (27, oljeläcka)
- Jenson Button, BAR-Honda (24, växellåda)
- Cristiano da Matta, Toyota (3, snurrade av)
- Justin Wilson, Jaguar-Cosworth (2, växellåda)
- Jarno Trulli, Renault (0, hydraulik)

## VM-ställning
| Förarmästerskapet 1. Michael Schumacher, Ferrari, 82 2. Juan Pablo Montoya, Williams-BMW, 79 3. Kimi Räikkönen, McLaren-Mercedes, 75 | Konstruktörsmästerskapet 1. Williams-BMW, 141 2. Ferrari, 137 3. McLaren-Mercedes, 120 |